# Risi (vallás)
 nem összetévesztendő a szúfi renddel

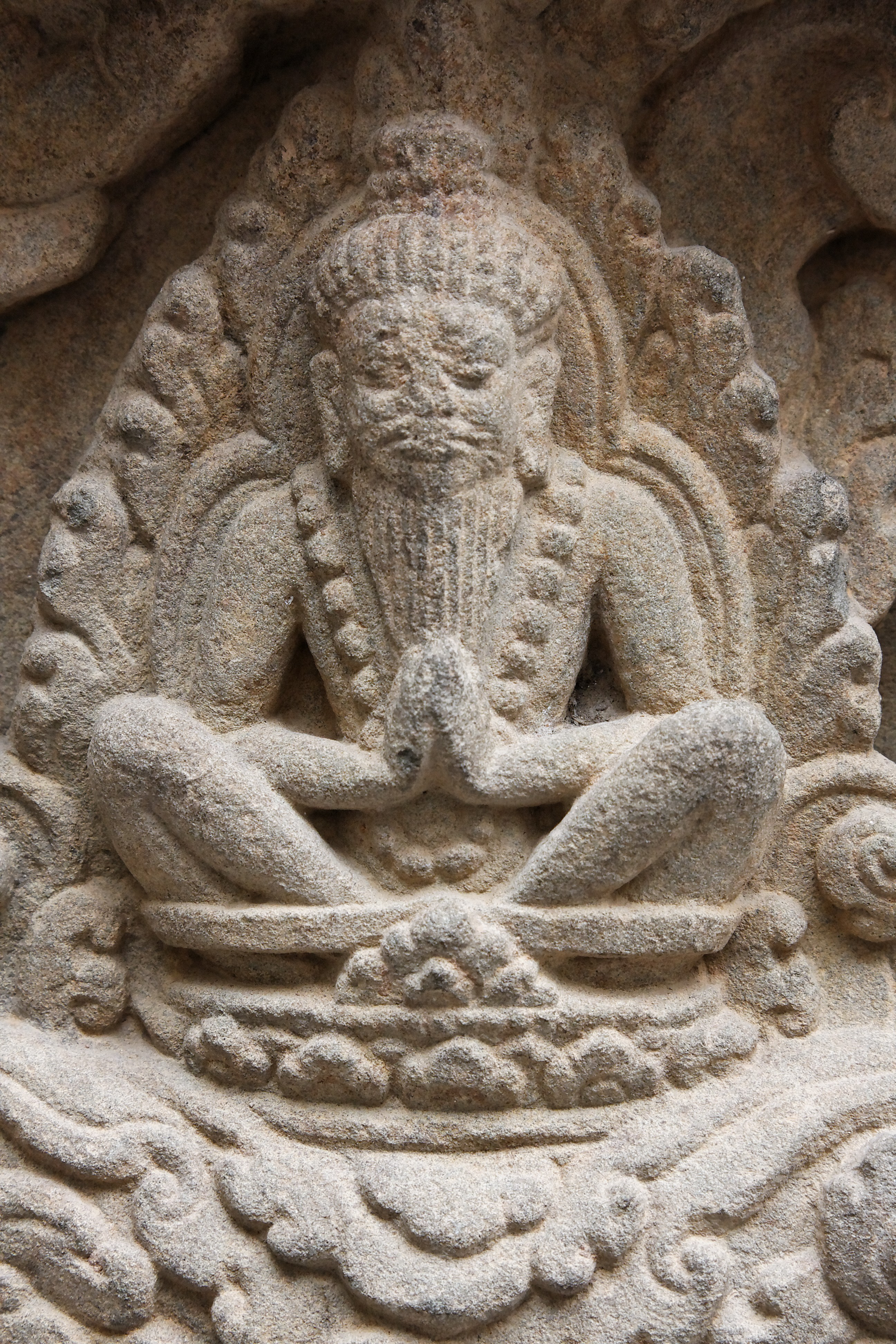
Risi, azaz szent ember ábrázolása egy kambodzsai (Angkorvat) templom oldalán

A risi (szanszkritul: ṛṣi, dévanágari: ऋषि) eredeti jelentése: „a védikus himnuszok szerzője”. A risi az ősi védikus értelemben egy megvilágosodott személy, egy látnok volt, egyúttal gyakran ihletett író vagy költő. Az eredeti risik meglátták, vagy előhívták a Védák  örök verseit. A Védák nem tekinthetők olyan műnek, amit bárki írt, vagy alkotott, ezért a risik voltak  azok a csatornák, amelyeken keresztül a Védák megnyilatkoztak.  A Védák utáni hagyományok szerint a risi egy olyan „látó”, aki előtt egy magasabb tudatállapotban feltárulnak a védák eredeti igazságai.  A risik akkor váltak ismertté, amikor a védikus hinduizmus elterjedt, kb. i.e. 1000 körül. 
A legtöbb védikus mantra tartalmazza annak a risinek a nevét, aki megjegyezte, majd továbbadta őket. Hét risit az ortodox brahmin leszármazási vonal eredőjének tartanak: Kasjapa, Atri, Vasisztha, Visvamitra, Gautama, Dzsamadagni és Bharadvadzsa. A későbbi eposzokban  és Puránákban a risik ún. ásramokban laktak, ezek voltak a visszavonulás szent helyei a pusztában vagy az erdőkben,  ahol a lemondásaikat megvalósították. Ezek a risik már inkább a nép által tisztelt bölcsek voltak, szent emberek, és feladataik nem feltétlenül kapcsolódtak  a Védák szövegeinek átadásához. Néhány közülük híres zeneszerző volt, illetve a nagy  eposzok összeállítója, például Valmiki, aki a Rámájana szövegét szedte eposzi formába,  vagy  Vjásza, akit a  Mahábhárata szerzőjének tartanak.
A risik a hindu irodalomban ritkán úgy jelennek meg, mint akik félelmetes átkokat szórnak  általuk kiszemelt emberekre, azért, mert azok nem bántak velük az őket megillető tisztelettel.[forrás?] Ma a risi megtisztelő kifejezés a hinduk között, gyakran tiszteleti névként (pl. mahárisi, azaz nagyrisi) is megjelenik.

## Fordítás
- Ez a szócikk részben vagy egészben  a   Rishi című angol Wikipédia-szócikk fordításán alapul.  Az eredeti cikk szerkesztőit annak laptörténete sorolja fel. Ez a jelzés csupán a megfogalmazás eredetét és a szerzői jogokat jelzi, nem szolgál a cikkben szereplő információk forrásmegjelöléseként.